# بورتون جاي هندريك
بورتون جاي هندريك (بالإنجليزية: Burton J. Hendrick)‏ هو كاتب سير وكاتب ومؤرخ أمريكي، ولد في 8 ديسمبر 1870 في نيو هيفن في الولايات المتحدة، وتوفي في 23 مارس 1949.